# Civil Air Patrol
La Civil Air Patrol (CAP) (in italiano: "Pattuglia Aerea Civile") è un'organizzazione statunitense non profit, con statuto emanato dal Congresso, a supporto federale, che opera come ausiliare ufficiale dell'United States Air Force (USAF). La CAP è un ente volontario focalizzato sull'aviazione che annovera persone delle più diverse estrazioni, stili di vita, occupazioni.
Persegue tre fondamentali missioni affidatele dal Congresso: servizi di emergenza (tra cui le operazioni di ricerca e salvataggio, aeree e terrestri) anche in caso di disastro; educazione aerospaziale per i giovani ed il grande pubblico; programmi di cultura militare per i teenager. Inoltre, la CAP di recente è stata incaricata di missioni di corriere e attinenti alla sicurezza interna (homeland security).
La CAP compie altresì missioni in via primaria (non “da ausiliare“) per varie organizzazioni governative e private, tra cui le forze di polizia locali e la Croce Rossa Americana.
Le attività della CAP sono disciplinate, sul piano organico, dal Title 10 dello United States Code, e sul piano degli scopi dal Title 36 dello stesso complesso di norme. Benché siano ovvi e rilevanti i legami tra CAP e USAF, l'Air Patrol di cui trattiamo in questa voce non è una componente di riserva militare per l'aviazione o per il governo federale in generale. Per questo stesso motivo, la CAP non va annoverata tra gli uniformed services e i suoi appartenenti sono volontari civili, non soggetti allo Uniform Code of Military Justice (istituto paragonabile al nostro diritto penale militare).
Gli affiliati alla CAP sono ripartiti tra "cadetti" (età dai 12 ai 20 anni) e "membri anziani" di almeno 18 anni. Ciascuno di questi due gruppi ha l'opportunità di partecipare ad una gran varietà di compiti; il programma Cadetti contribuisce allo sviluppo del gruppo precedente con un percorso formativo strutturato ed un'organizzazione basata su organigramma e gradi dell'United States Air Force, mentre i membri più anziani fungono da istruttori, supervisori ed operatori. Tutti i suoi componenti vestono l'uniforme quando svolgono il proprio servizio.
In ambito nazionale, la CAP è un importante utilizzatore di aerei monomotore dell'aviazione generale, impiegati nell'esecuzione delle sue varie missioni, tra cui voli di orientamento per i cadetti e la potenzialità di fornire rilevanti servizi di emergenza. In conseguenza di queste vaste opportunità di volo, molti dei suoi volontari ottengono il brevetto di pilota.
Al vertice dell'organizzazione ausiliaria gerarchica e militare si trova il National Headquarters ("quartier generale nazionale", con autorità sull'organizzazione nazionale), e subito sotto ci sono otto comandi regionali e 52 wings (stormi), ovvero uno per ciascuno stato federato, più Washington e Porto Rico. Ciascun wing sovrintende ai singoli squadroni e gruppi che costituiscono l'unità operativa elementare dell'organizzazione.

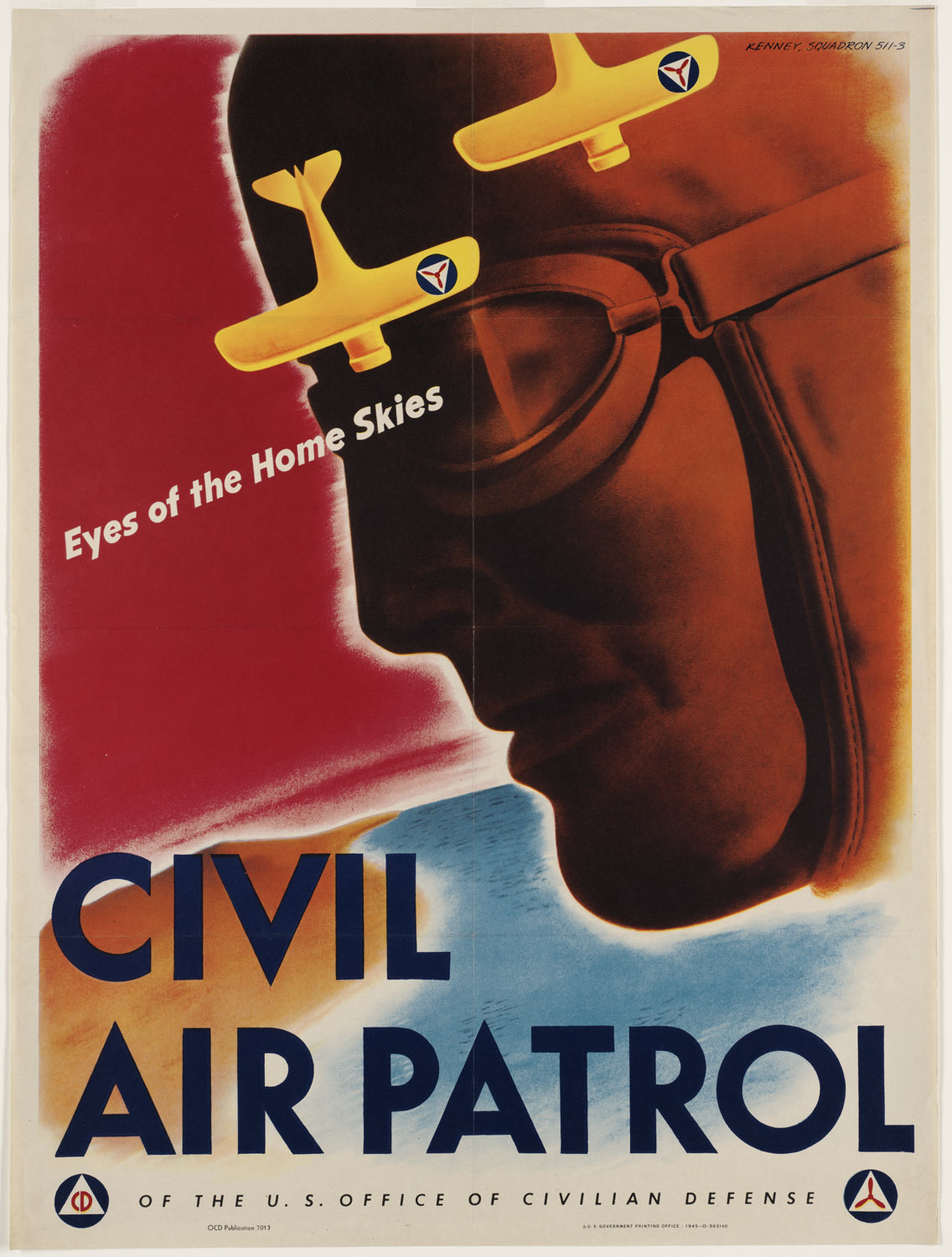
Un poster del 1943 che inneggia alla Civil Air Patrol come "occhi dei patrî cieli".

## Storia

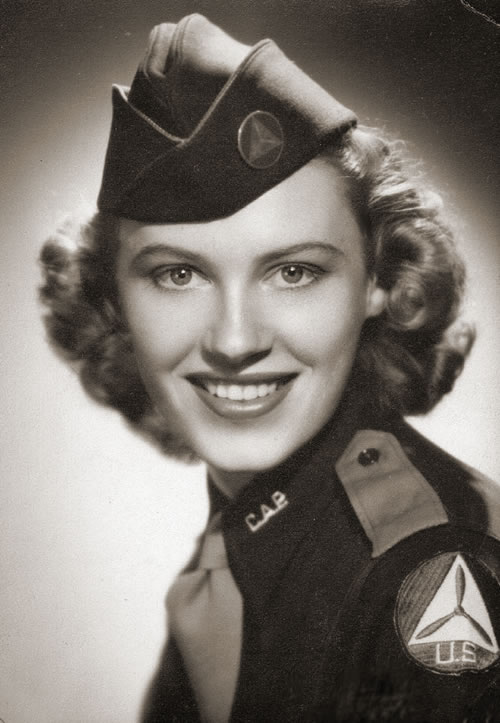
La CAP Corporal Gladys M. Pier, Coastal Patrol Base 20 in Bar Harbor, Maine, Seconda guerra mondiale.

La Civil Air Patrol fu concepita verso la fine degli anni 1930 dal paladino dell'aeronautica Gill Robb Wilson, che preconizzava le potenzialità dell'aviazione generale nell'integrare le operazioni delle forze armate USA. Con l'aiuto del sindaco di New York, Fiorello La Guardia, nel ruolo che poi avrebbe rivestito quale direttore dell'Office of Civilian Defense, fu istituita la CAP con l'Administrative Order 9, firmato da La Guardia il primo dicembre 1941 e pubblicato l'8 dicembre 1941. Il maggior generale John F. Curry ricevette il relativo incarico di primo comandante nazionale.
Durante la Seconda guerra mondiale, la CAP fu vista come un modo di usare le risorse dell'aviazione civile americana per assistere lo sforzo bellico, in alternativa alla via di terra. L'organizzazione intraprese molte missioni tra cui servizi di lotta antisommergibile, pattugliamento di frontiera e corriere. Nel corso dell'ultimo conflitto mondiale, il pattugliamento costiero eseguito dalla CAP determinò missioni di volo per 24 milioni di miglia, in cui furono scoperti 173 U-Boot nemici, attaccati 57, colpiti 10 ed affondati due, sganciando un totale di 83 bombe e cariche di profondità. Terminata la guerra, il bilancio dei caduti CAP fu di 64 vittime del dovere.
Nel dopoguerra, la CAP divenne l'ausiliare civile dell'United States Air Force, ed il suo statuto affermò che non sarebbe mai più stata implicata in attività di combattimento diretto, ma avrebbe assunto natura benefica. Nel corso degli anni, la CAP è stata di volta in volta affidata alla "supervisione" di diversi organi USAF. Si trattò dell'allora esistente Continental Air Command nel 1959, nel 1968 il comando generale USAF del tempo (Headquarters Command, USAF) e nel 1976 la Air University (United States Air Force) (AU). Seguendo la riassegnazione dell'Air University come comando subordinato all'Air Education and Training Command (AETC) nel 1993, il coordinamento USAF sulla CAP è articolato sull'AETC a livello 4-stelle, all'AU a livello 3-stelle, al Jeanne M. Holm Center for Officer Accessions and Citizen Development di AU a livello 1-stella, ad un reparto subordinato dell'Holm Center, Civil Air Patrol-U.S. Air Force, al livello di colonnello (O-6). Dal momento della sua fondazione, la CAP ha mantenuto la sua relazione con l'USAF, ed ha continuato le sue tre missioni affidate dal Congresso.

## Missioni
Tre sono le missioni che il Congresso ha affidato alla CAP: servizi di emergenza, educazione aerospaziale ed il Cadet Program.

### Servizi di emergenza

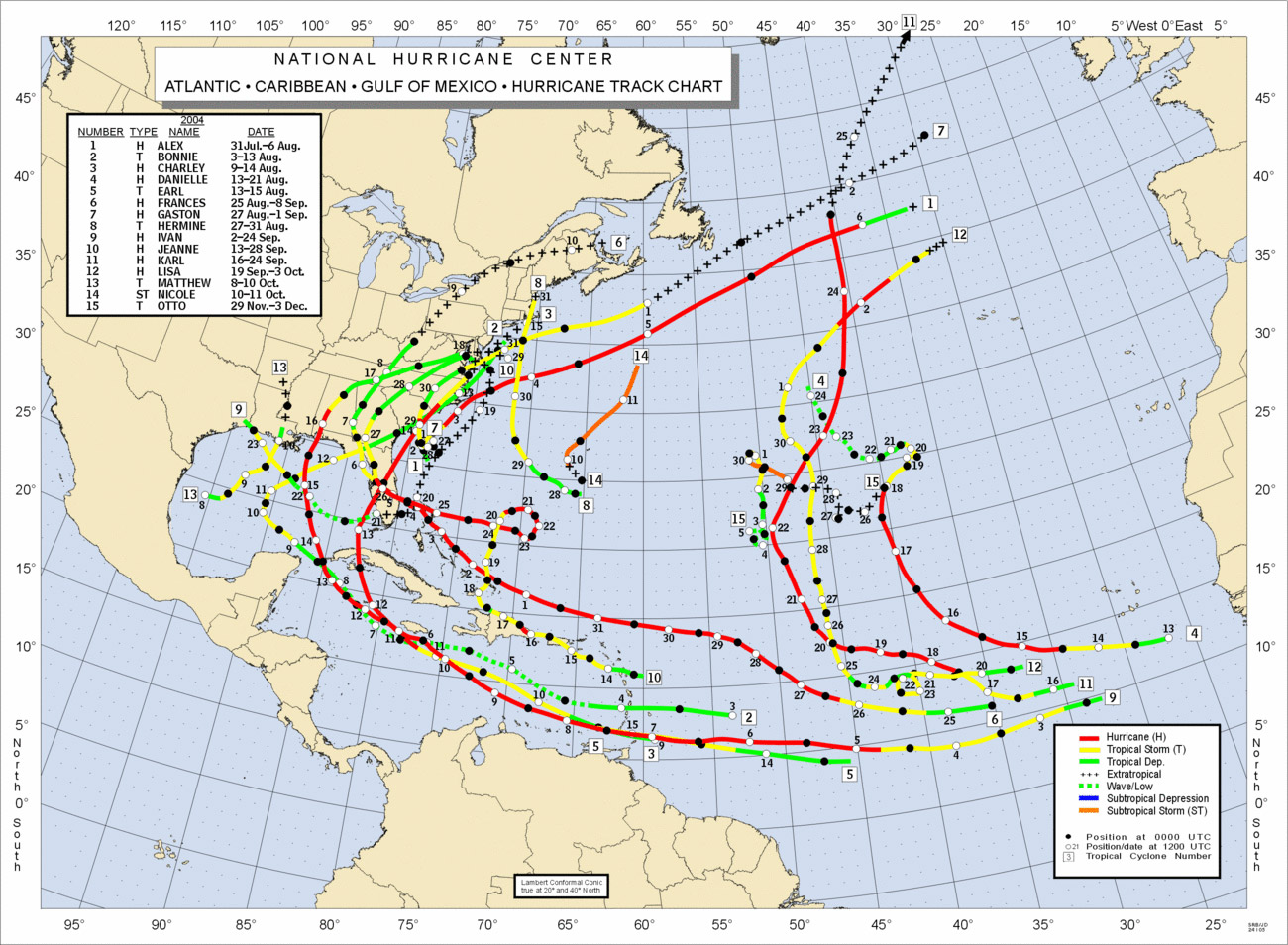
Una mappa, redatta dal NOAA, riepilogante gli uragani della stagione 2004.

La Civil Air Patrol copre parecchie aree di servizi di emergenza. Tra le principali categorie, missioni di ricerca e salvataggio, assistenza nei disastri, servizi umanitari e supporto dell'aeronautica. Altri servizi, come quelli di sicurezza nazionale ed azioni di contrasto del traffico di droga, stanno conquistando crescente importanza.
La CAP è ben nota per le sue attività di ricerca assieme alle operazioni di ricerca e salvataggio (in acronimo inglese SAR, search and rescue).
La Civil Air Patrol è impegnata in tre quarti di tutte le missioni interne SAR dirette dall'United States Air Force Rescue Coordination Center presso la Tyndall Air Force Base (Florida). Fuori dagli Stati Uniti continentali, la CAP sostiene direttamente i Rescue coordination centres in Alaska, Hawaii, e Porto Rico. Alla CAP sono accreditati mediamente cento salvataggi di vite umane l'anno.
La Civil Air Patrol è attiva nelle operazioni di soccorso nei disastri, specialmente in aree come la Florida, il Mississippi e la Louisiana che sono frequentemente colpiti da uragani. Gli equipaggi ed il personale di terra provvedono al trasporto di materiali ed autorità, all'acquisizione di immagini aeree per aiutare i gestori dell'emergenza a stimare i danni, e compiono altresì donazioni di personale ed equipaggiamenti ad organizzazioni locali, statali e federali di assistenza nei disastri, nei periodi di necessità. Nel 2004, diversi uragani colpirono la costa sudorientale dedli Stati Uniti, e la Florida riportò i danni più severi; la CAP ebbe un ruolo principale nel soccorso alle aree funestate.
La Civil Air Patrol svolge missioni di servizio umanitario, di solito in appoggio alla Croce Rossa. Equipaggi CAP trasportano inoltre materiali medici ad alta deperibilità, come il sangue ed il tessuto umano, nei casi in cui altri mezzi di trasporto (ad esempio le ambulanze) non sono di uso pratico o possibile. Nell'immediatezza dei tragici attentati dell'11 settembre contro il World Trade Center di New York, tutti gli aeromobili dell'aviazione generale ricevettero l'ordine di atterrare e/o di non mettersi in volo, e quindi uno dei primi aerei che poterono sorvolare e fotografare Ground Zero fu un velivolo CAP.
La CAP svolge missioni di non-combattimento a supporto dell'USAF, tra cui la verifica dei danni (per esempio, dopo un attacco aereo su obiettivi avversari da parte delle unità combattenti americane), trasporto di autorità, appoggio alle comunicazioni e rilievo aerofotometrico a bassa quota.
Come organizzazione di servizio umanitario, la CAP assiste le agenzie federali, di stato e locali nella preparazione e nella reazione ad emergenze di sicurezza nazionale. In particolare, la flotta CAP è impegnata in ruoli di red teaming nelle esercitazioni in cui i piloti USAF si addestrano ad intercettare aerei ostili sui cieli degli Stati Uniti continentali. Si fanno volare aerei della Civil Air Patrol nello spazio aereo ad accesso limitato in cui i piloti di F-16 Fighting Falcon e F-15 Eagle dell'aeronautica si allenano nelle intercettazioni ad alta velocità.

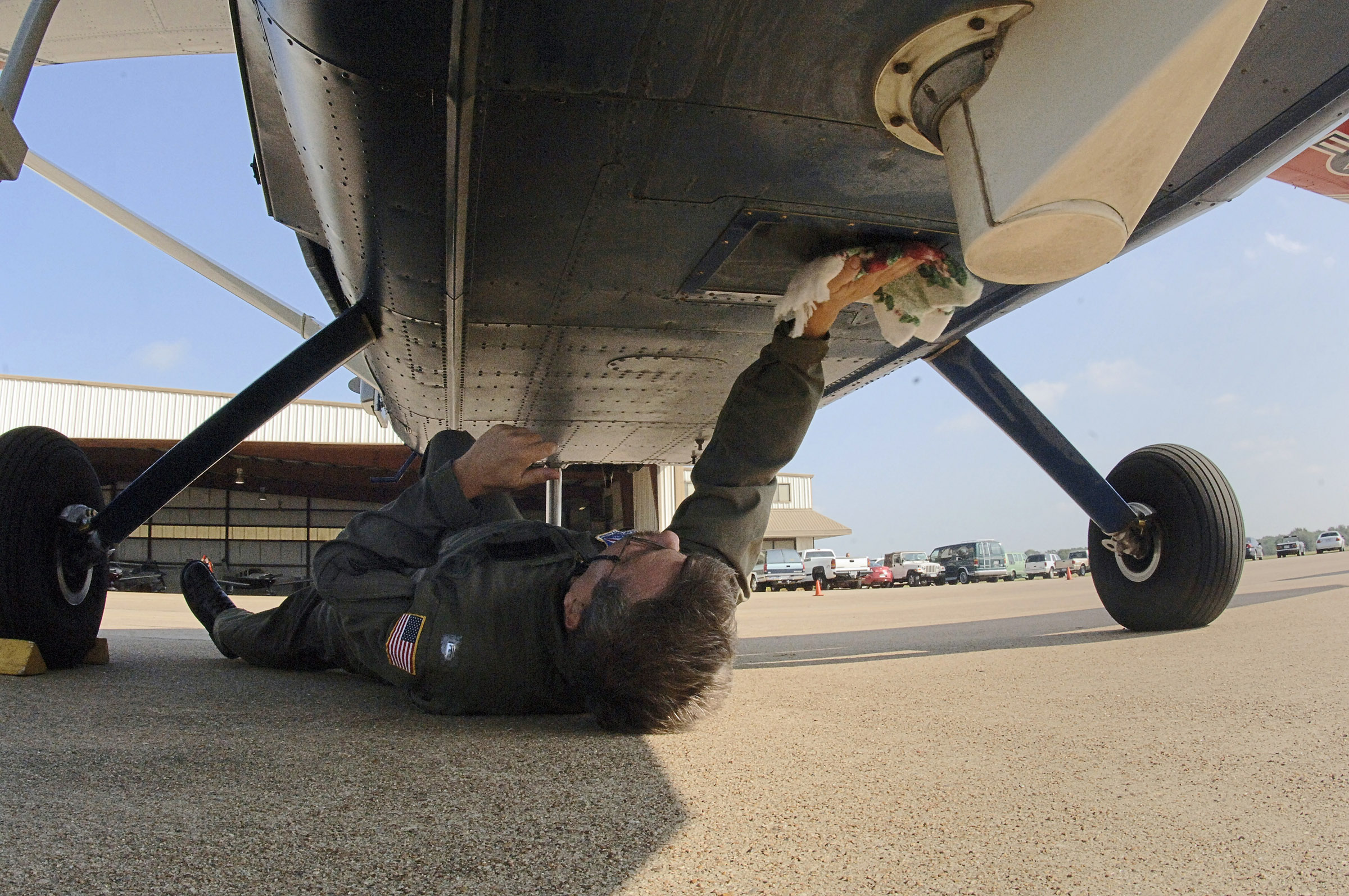
27 dicembre 2005, West Houston Airport. Un ufficiale della CAP pulisce il vetro al quarzo del dispositivo "ARCHER" montato sul suo GA8 prima di una missione.

La Croce Rossa, l'Esercito della Salvezza ed altre organizzazioni civili chiedono spesso agli aerei della Civil Air Patrol di trasportare risorse vitali come tecnici medici e farmaci. Tali istituzioni fanno spesso affidamento sulla CAP per garantire aerotrasporto sistematico e comunicazioni per le operazioni di soccorso nei disastri. La CAP assiste anche la United States Coast Guard e la United States Coast Guard Auxiliary.
La Civil Air Patrol coopera anche con U.S. Customs and Border Protection, Drug Enforcement Administration, e United States Forest Service nella guerra alla droga. Nel 2005, la CAP svolse più di 12 000 ore di volo a sostegno di questa missione e portò queste agenzie alla confisca di sostanze illegali stimate più di 400 milioni di dollari.
La Civil Air Patrol impiega estesamente il sistema di aerofotografia speciale Airborne Real-time Cueing Hyperspectral Enhanced Reconnaissance (ARCHER), montato sul "furgone volante" Gippsland GA8. Il sistema è in grado di valutare la firma spettrale rilasciata da certi oggetti, consentendo al sistema di identificare, ad esempio, un sospetto raccolto di marijuana.

### Educazione aerospaziale

Logo della 4-H, una delle organizzazioni che si giovano della cooperazione della CAP.

L'Aerospace Education Program promuove attività e didattica collegate all'aviazione per i suoi membri, tra cui corsi formali e progressivi su tutti gli aspetti dell'aviazione, comprese la fisica del volo, dinamica, storia ed applicazioni. Sono disponibili anche corsi che discutono l'esplorazione spaziale, le nuove tecnologie e le più recenti acquisizioni aeronautiche. Vi sono inoltre programmi rivolti ai piloti CAP che intendano migliorare la propria preparazione tecnica, conseguendo particolari qualifiche riconosciute dalla Federal Aviation Administration.
Il Cadet Program (che sarà trattato infra in questa stessa voce) contiene anche un programma obbligatorio di cultura aerospaziale; per poter progredire, un cadetto deve affrontare una serie di corsi ed esami relativi all'aviazione. Le opportunità di istruzione tecnica per i cadetti spaziano anche dalle visite a musei alle National Cadet Special Activities, dai percorsi di orientamento militari e civili alle prolusioni di personalità ospiti.
I membri senior possono approfondire la loro preparazione per mezzo del Senior Member Professional Development Program. La CAP raccomanda a tali membri anziani di accrescere la propria cultura sull'aviazione e la relativa storia, ma questo impegno di erudizione non costituisce un obbligo. Il personale che completa l'Aerospace Education Program for Senior Members può conseguire il Charles E. "Chuck" Yeager Aerospace Education Award.
Con l'ausilio di programmi estensivi, tra cui l'External Aerospace Education, la CAP aiuta gli insegnanti nell'intento di integrare aviazione ed aerospazio nei loro corsi, sia organizzando seminari e fornendo materiale didattico, sia con il patrocinio del National Congress on Aviation and Space Education. I membri della CAP collaborano altresì con le comunità in cui vivono per la miglior gestione degli aeroporti e delle altre infrastrutture pertinenti all'aviazione, e diffondono la consapevolezza generale dell'utilità che deriva da tali infrastrutture. L'organizzazione coopera anche con altri gruppi, come i Boy Scouts of America, le Girl Scouts of the United States of America o la 4-H per soddisfare l'obiettivo educativo fissato dallo statuto del Congresso — "incoraggiare e tutelare l'aviazione civile nelle comunità locali".

### Cadet Program

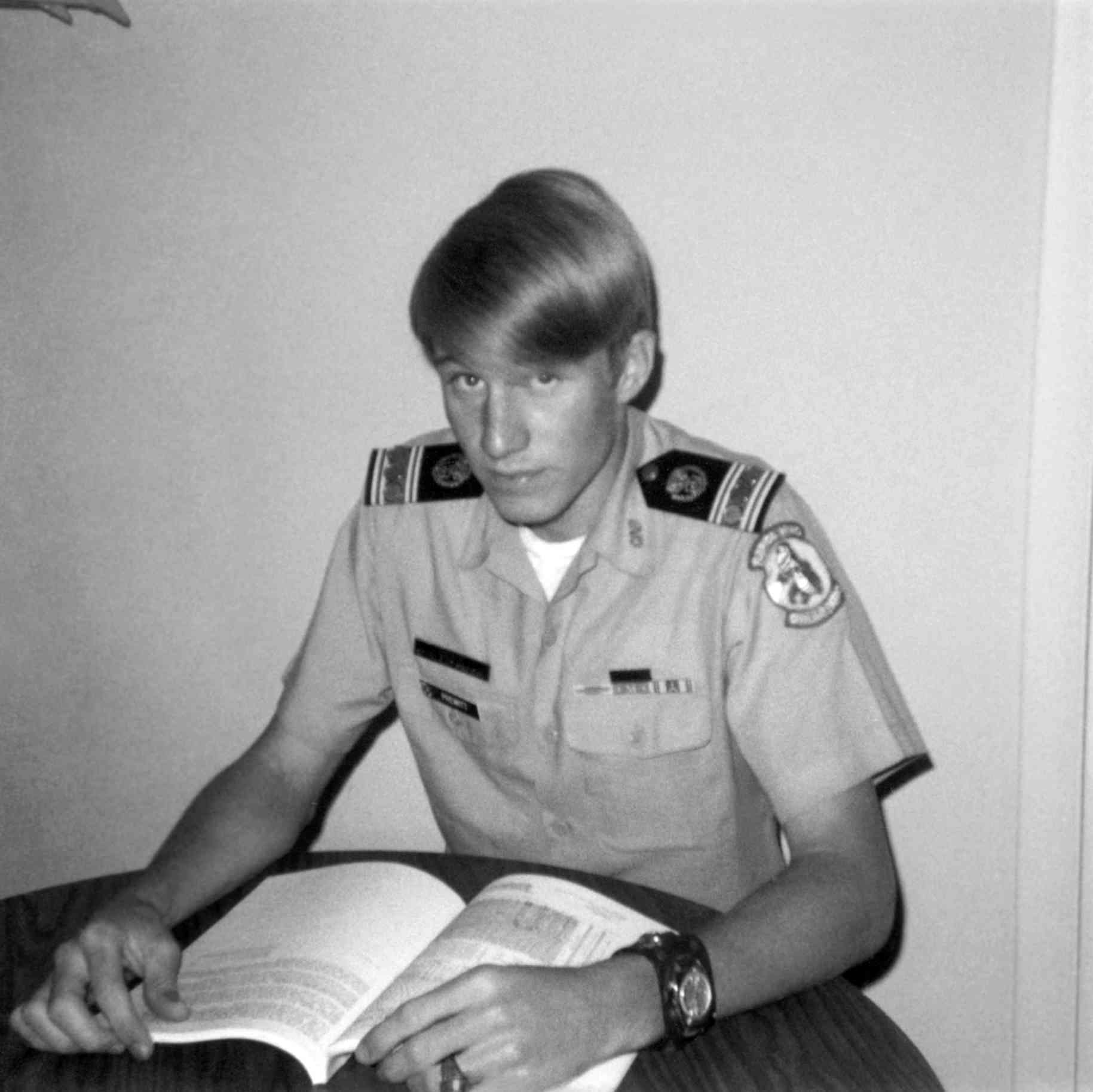
Hal Prewitt cadetto CAP nel 1970.

Il primo "programma cadetti" della CAP fu avviato durante la Seconda guerra mondiale come un mezzo per fornire l'addestramento per i futuri piloti. Da allora il programma ha vissuto fiorentemente, combinando l'aspetto Aerospace Education (trattato nella sezione precedente) con l'addestramento Leadership and Career (ossia quello per formare capi ed elementi che dovrebbero fare carriera in aviazione).
Oggi, i cadetti CAP sono quei membri che aderiscono in un'età tra 12 e 18 anni. Al compimento del diciottesimo anno, ciascun cadetto può scegliere se acquisire lo status di Senior Member oppure rimanere cadetto sino ai 21 anni. I cadetti che entrano nelle forze armate devono passare tra i "membri anziani" quando iniziano il servizio attivo. I cadetti che entrano nella Guardia nazionale o nella Riserva possono rimanere cadetti finché non sono "attivati" per uno scopo diverso dall'addestramento.
Progredendo negli studi contemplati dal programma, il cadetto consegue vari riconoscimenti per il superamento di specifici esami, classificati nelle due categorie Leadership e Aerospace Education. Le domande dei test derivano dai materiali di preparazione al corso distribuiti ai cadetti, ma il programma è concepito anche per consentire ai cadetti di rivestire ruoli di crescente leadership attinenti ai quesiti che essi affrontano nei Leadership Studies.

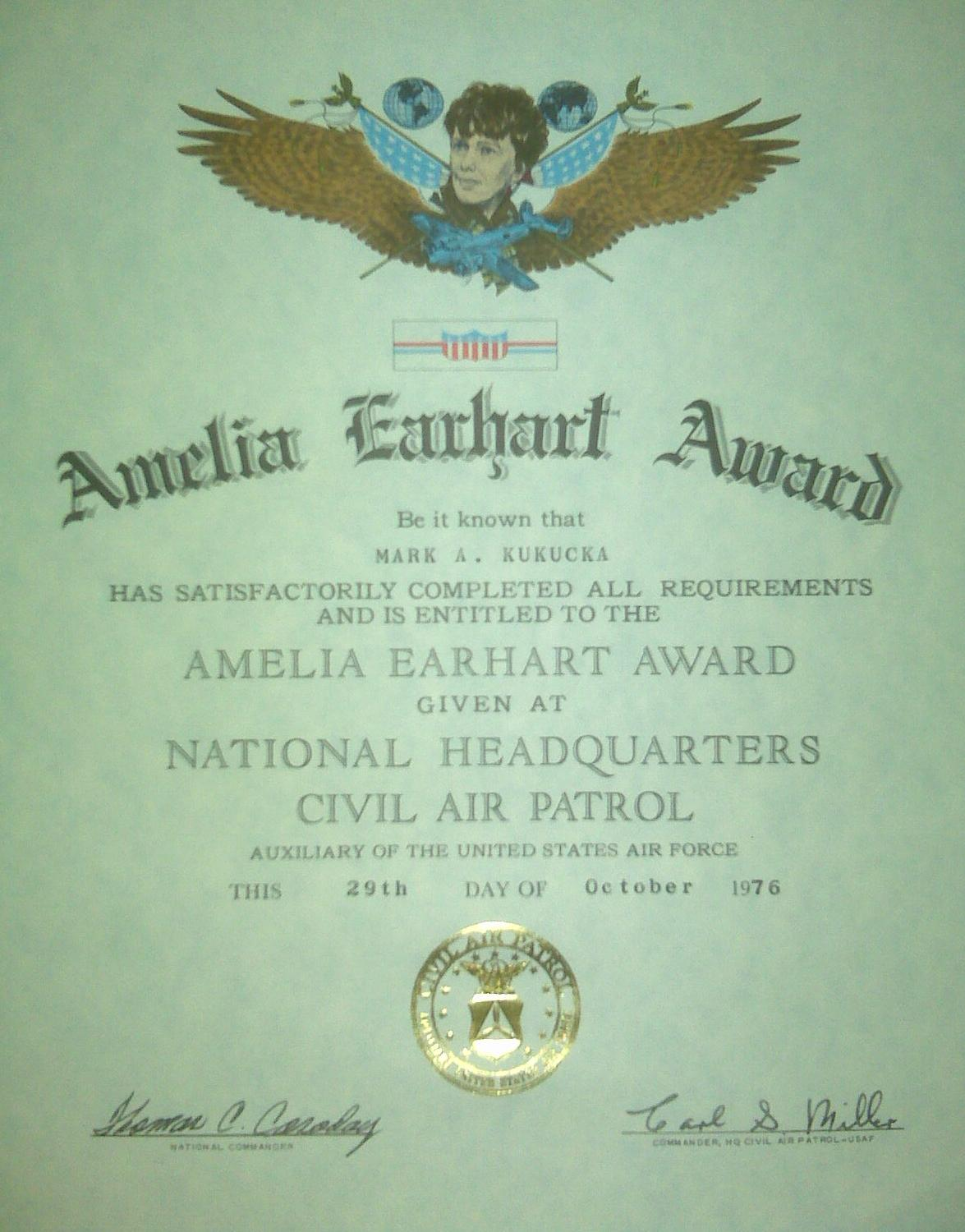
L'Amelia Earhart Award (diploma di conferimento a Mark A. Kukucka).

Analogamente, il progredire dei cadetti nei gradi gerarchici riflette il percorso che essi compiono in quattro gradi di sviluppo. La prima fase (The Learning Phase, la fase di apprendimento) introduce i cadetti nel programma CAP, ed i cadetti che soddisfano tutti i requisiti ottengono il premio Wright Brothers. La seconda fase (The Leadership Phase) inizia ad attribuire più responsabilità ai cadetti quali guide dei cadetti meno esperti. Il completamento della seconda fase dà diritto al Billy Mitchel Award, e rende idonei a promozione avanzata nel caso si entri nelle forze armate. La terza fase (The Command Phase) pone i cadetti direttamente al comando di altri cadetti, consentendo per la prima volta a tali "neo-comandanti" di perseguire l'esecuzione, grazie alla cooperazione dei componenti di ciascuna squadra, di compiti assegnati. Chi supera la Command Phase riceve l'Amelia Earhart Award. The Executive Phase è l'ultima fase del programma cadetti, ed indirizza i cadetti sulle operazioni di un'intera unità. Al completamento di quest'ultima fase è associato l'Eaker Award. Il premio più elevato che viene assegnato è lo Spaatz Award, appannaggio di chi abbia superato un ampio esame cumulativo.
Quando i cadetti progrediscono nel programma, sono collocati al comando dei cadetti di grado inferiore. Questo non significa che alcuni abbiano il pieno predominio sugli altri, ma invece ci si aspetta che istruiscano le classi e che gli uni siano mentori per gli altri. I membri senior,
gli adulti del programma, giocano a loro volta un ruolo importante nell'orientare e valutare i cadetti. I numerosi premi, riconoscimenti ed opportunità a disposizione dei cadetti della Civil Air Patrol consentono loro di coltivare la loro attitudine al comando in un ambiente accademico e tollerante.
La Civil Air Patrol ha anche parecchi squadroni di cadetti dislocati nelle scuole medie. Lo School Enrichment Program (SEP) della CAP (già conosciuto come Middle School Initiative) è un programma pronto all'uso per insegnanti ed altri mentori che impartiscono addestramento alla leadership nell'ambito dei corsi di Aerospace Education. Gli studenti sono iniziati ai principi del volo, razzimodellismo ed anche leadership. Il programma SEP della CAP è simile ad un programma Junior Reserve Officers' Training Corps. La CAP ha 47 unità distaccate presso classi di scuole medie di tutto il paese.

## Appartenenti

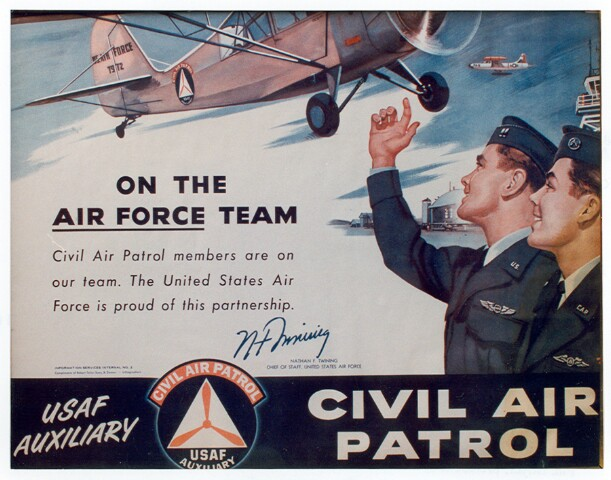
Manifesto del 1955 in cui l'USAF dichiara il proprio compiacimento per la partnership con la Civil Air Force.

Con riferimento al 2011, la CAP ha 38 000 membri "anziani" (senior) e 26 000 cadetti in più di 1600 unità locali sparse nei cinquanta stati, nel Distretto di Columbia, in Porto Rico e presso numerose installazioni USAF fuori dal territorio nazionale USA. I membri della CAP sono civili e non sono pagati dal Governo degli Stati Uniti per il servizio che svolgono. Al contrario, i membri sono assoggettati al pagamento di una quota annuale d'iscrizione, e devono ancora pagarsi le uniformi ed altre spese pertinenti.
Possono essere membri "anziani" tutti i cittadini statunitensi, e gli stranieri residenti che superino le verifiche dell'FBI. Non esiste un'età massima, né limitazioni conseguenti a disabilità fisiche, in considerazione della gran varietà di compiti che possono essere affidati a questi volontari. Possono essere cadetti le persone tra 12 e 18 anni che mantengono progressi scolastici soddisfacenti, secondo le indicazioni del comandante dell'unità di cadetti; compiuti i 18 anni, i cadetti possono diventare senior o rimanere nel Cadet Program fino ai 21 anni.
Il motto della Civil Air Patrol, in cui si riconoscono tutti gli affiliati, è Semper vigilans, che in latino significa "sempre vigilante". Tutti i aderenti alla CAP sono obbligati per il fatto stesso di servire l'organizzazione a condividerne i valori costitutivi: integrità, servizio volontario, eccellenza e rispetto.

### Membri "anziani"
I membri senior sono quelli che hanno compiuto 21 anni, che sono entrati nella CAP per la prima volta superata l'età di 18 anni, oppure ex cadetti passati al programma dei membri "anziani". I membri "anziani" che hanno compiuto 21 anni possono aspirare ai gradi della classe Flight officer, ovvero (in ordine ascendente) Flight Officer, Technical Flight Officer, e Senior Flight Officer. Non c'è alcuna età di pensionamento obbligatorio, così come non vi sono requisiti di idoneità fisica per chi desideri far parte della CAP.
I membri possono ufficialmente congedarsi dalla CAP dopo vent'anni di servizio. Gli unici requisiti fisici che un ufficiale deve seguire sono la forma fisica e gli standard di peso prescritti per i membri che vestono le uniformi "stile Air Force" (questo non vale per i membri che scelgano di indossare le divise del "taglio" esclusivo per la Civil Air Patrol).
I gradi fino a Lieutenant Colonel riflettono il progresso nell'addestramento e la maturità organizzativa, piuttosto che l'investitura di una formale potestà di comando. Per tale motivo, non è raro che vi siano membri "anziani" al comando di gruppi e squadroni in cui militano membri insigniti di grado superiore a quello del loro comandante funzionale. I membri delle United States Armed Forces, in servizio o in congedo (a prescindere dal fatto che vi avessero raggiunto l'età pensionabile), possono essere promossi direttamente al grado CAP equivalente al grado militare realmente ottenuto, sebbene alcuni scelgano di seguire le medesime regole che si applicano a chi non vanti un servizio pregresso. Tolti alcuni casi eccezionali, i membri anziani non ottengono il grado di colonnello CAP prima di avere la nomina a Wing Commander (comandante di stormo), la figura preposta all'amministrazione di tutti i reparti CAP di un intero stato.
Ai membri anziani è offerto il programma facoltativo Senior Member Professional Development, cui è consigliato partecipare. Il programma di sviluppo professionale consiste di cinque livelli, corrispondenti ai gradi da sottotenente a tenente colonnello. Ogni livello ha componenti di addestramento alla leadership, conoscenza dell'organizzazione, educazione aerospaziale oltre a sviluppo professionale nell'ambito di scelte "Specialty Tracks" ("piste di specialità", letteralmente). Ci sono molte Specialty Tracks e sono progettate sia per sostenere l'organizzazione sia per dar modo ai membri anziani di mettere a frutto le abilità sviluppate nella specifica vita privata di ciascuno. Infatti, tra questi percorsi di crescita troviamo logistica, telecomunicazioni, i vari programmi per cadetti di cui abbiamo parlato in precedenza, le relazioni pubbliche militari, diritto, Business Administration, servizi d'emergenza, finanza e molto altro. Inoltre, taluni membri anziani in possesso di particolari abilitazioni professionali civili possono ricevere un grado in considerazione delle loro qualità professionali. Ne sono esempio i FAA Certified Flight Instructors ("istruttori di volo certificati"), avvocati, personale medico o infermieristico e ministri di culto, che spesso sono direttamente promossi tenente o capitano.

### Membri cadetti
La cortesia militare è una delle caratteristiche qualificanti di una forza militare professionale. Si tratta di un complesso di regole che formano un severo e talvolta elaborato codice di comportamento.
Sotto molti profili siamo di fronte ad un'estensione e formalizzazione della buona educazione osservata nella vita quotidiana delle persone comuni. È finalizzata a rinforzare la disciplina e la catena di comando, definendo come i soldati debbano comportarsi verso i superiori e viceversa.

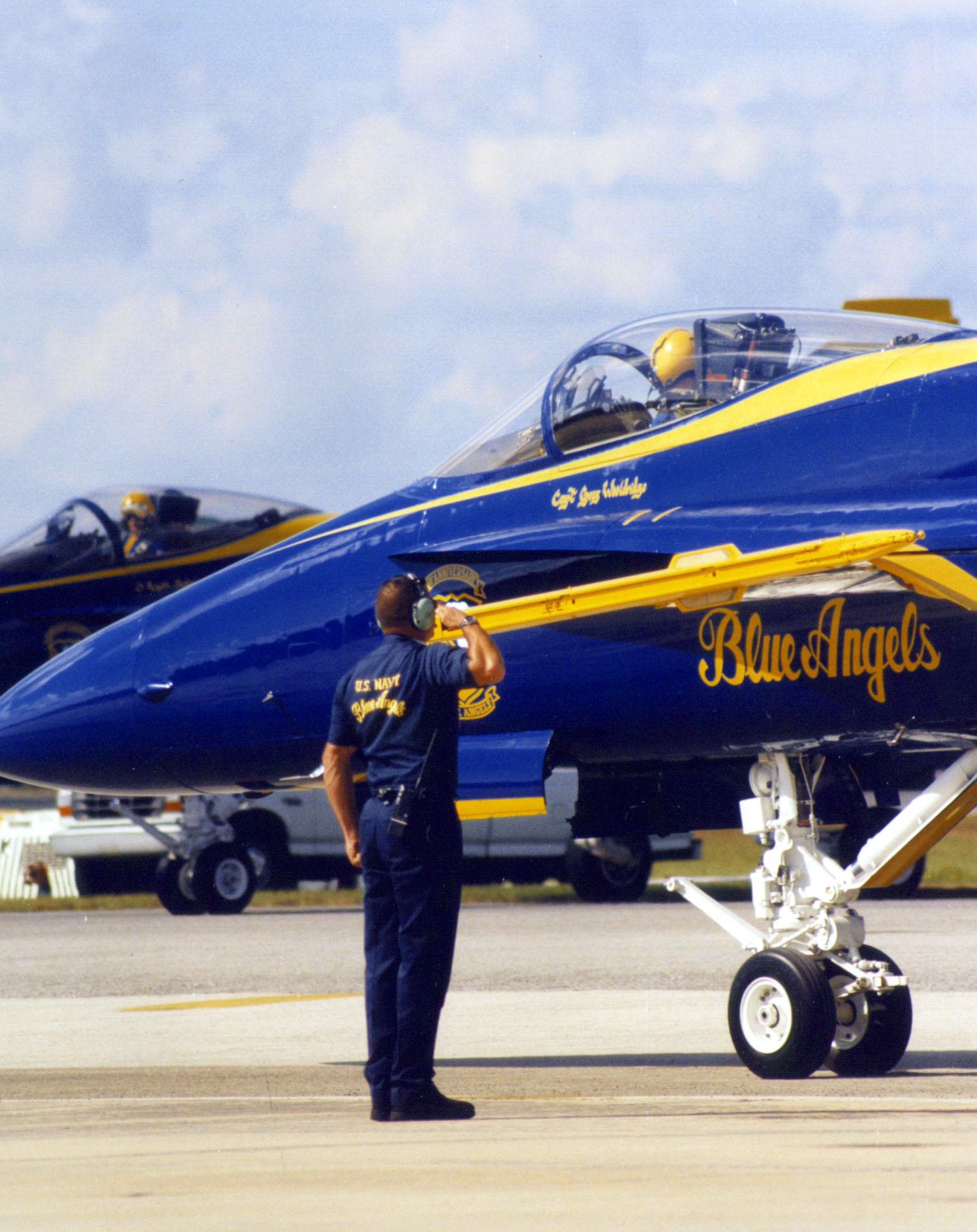
Il saluto è una delle espressioni più tipiche della cortesia militare.
Nella foto: l'assistente di pista saluta il pilota del Blue Angel 1 sulla via di rullaggio durante la manifestazione aerea che celebrava il 50º anniversario della formazione acrobatica presso la Naval Air Station Jacksonville (Florida), 28 ottobre 1996.

Il programma cadetti della CAP è un tradizionale programma militare di formazione, e (come abbiamo visto) è una delle tre missioni principali della Civil Air Patrol. Tali cadetti indossano versioni modificate delle uniformi di aviazione, sono inquadrati con un analogo sistema di gradi, e praticano la cosiddetta cortesia militare. È richiesto loro di conservare determinati standard di idoneità fisica, e vengono sottoposti ad esami che tendono ad accertare la loro preparazione in tema di arte del comando ed in materie aerospaziali, e valutare l'opportunità di promuoverli al grado superiore.

#### Concetto
L'attuale CAP Cadet Program fu concepito da John V. "Jack" Sorenson che negli anni 1960 ricopriva la carica di Director of Aerospace Education (direttore dell'educazione aerospaziale) della Civil Air Patrol. Il programma, come abbiamo anticipato, si compone di quattro fasi (Learning, Leadership, Command, ed Executive), ciascuna suddivisa in vari "traguardi" (achievements). Gli achievements generalmente corrispondono ad avanzamenti di grado, laddove le fasi sono collegate a livelli di responsabilità. Il programma cadetti opera a livello di unità locale (squadrone) con incontri settimanali ed attività del week-end, ma ha anche eventi nazionali e (pertanto) assistiti dal competente wing, tra cui attività estive e campi di durata settimanale o pluri-settimanale.
A mano a mano che i cadetti progrediscono nel programma, sono anche maggiormente coinvolti nella responsabilità di programmazione, insegnamento, orientamento e comando di cadetti meno formati appartenenti alla loro medesima unità. Sono anche chiamati ad assistere il Senior Staff (la "squadra anziani") nella messa in opera del programma cadetti. Non è raro che un ufficiale-cadetto sia posto al comando di un accampamento che conta centinaia di cadetti più giovani. I cadetti hanno varie possibilità di assumere sia ruoli di gregari sia di leader; possono detenere posizioni di guida nelle attività di squadrone o di wing, e spesso partecipano alla programmazione di tali iniziative. I cadetti possono essere incaricati della conservazione di registri, del comando su altri cadetti, e di fungere da istruttori agli incontri settimanali e ad eventi settimanali o estivi. Il Congresso degli Stati Uniti affermò nel Recruiting, Retention, and Reservist Promotion Act of 2000 che la CAP ed altri programmi affini "forniscono significativi vantaggi alle Forze Armate, tra cui significativi vantaggi nelle pubbliche relazioni".

#### Organizzazione

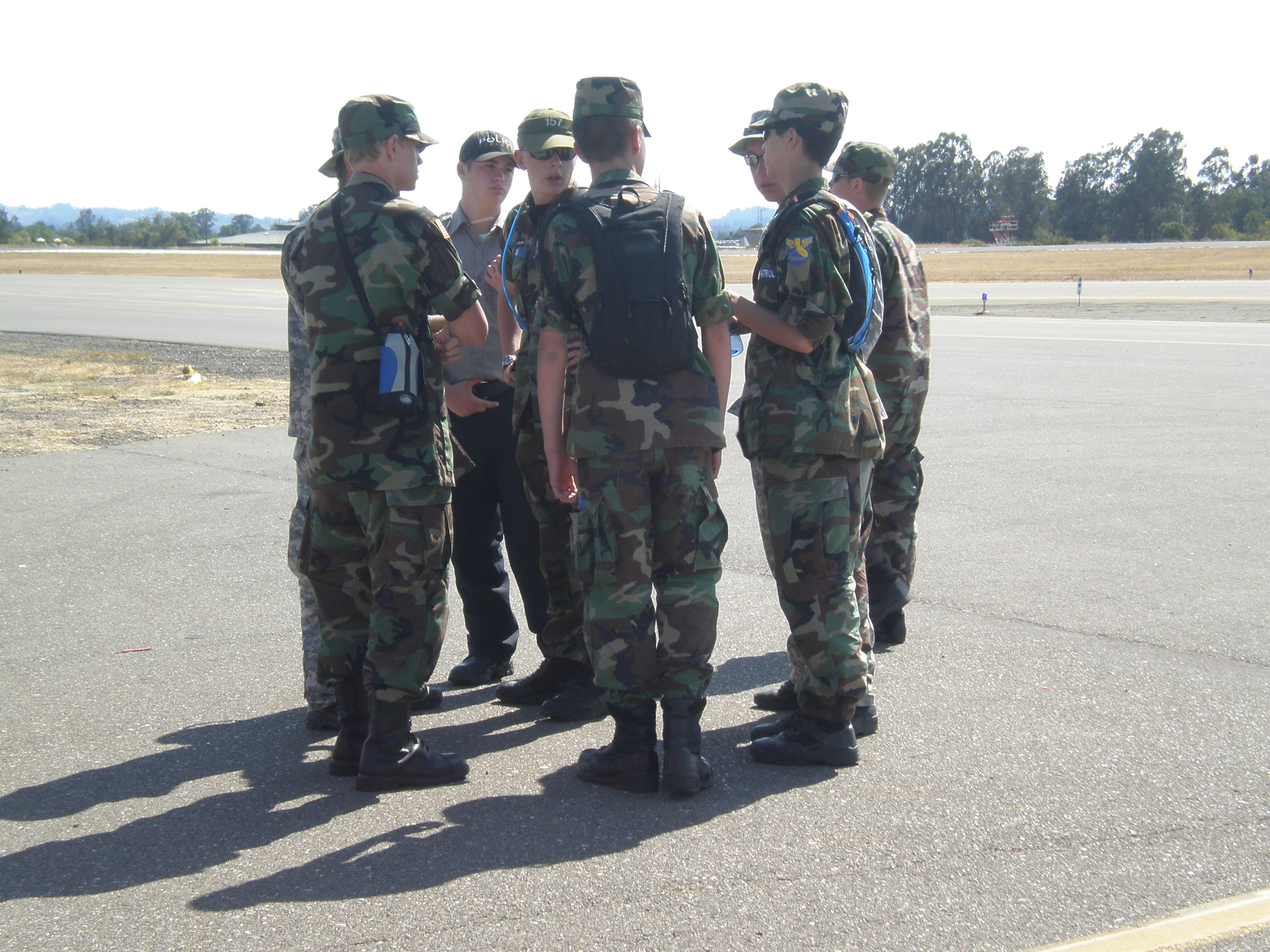
Membri della CAP all'esibizione aerea Wings over Wine Country 2008 presso il Charles M. Schulz - Sonoma County Airport — Sonoma County, California.

Il Cadet Program è oggetto di supervisione ed amministrazione da parte dei membri anziani, che generalmente vi si specializzano. A livello di squadrone, la catena di comando del Cadet Commander ("comandante dei cadetti") passa attraverso il Deputy Commander for Cadets ("vice comandante per i cadetti") prima di raggiungere il comandante di squadrone. In tutti i livelli di comando superiori a quello di squadrone, ci sono posizioni di Director of Cadet Programs ("direttore dei programmi cadetti"). Oltre al vicecomandante, negli squadroni c'è un Leadership Officer, ("ufficiale addetto alla leadership") membro anziano preposto agli aspetti militari del programma cadetti, come le uniformi, gli usi e le regole formali di condotta.
I cadetti hanno una struttura gerarchica simile nei gradi a quella dei militari di truppa e degli ufficiali USAF, con esclusione degli ufficiali generali. Il grado di partenza è Cadet Airman Basic, e le promozioni (come abbiamo già detto) conseguono al raggiungimento di ciascun achievement. A differenza delle "forze armate regolari", in cui è consentito entrare come ufficiale o come sottufficiale, un cadetto deve guadagnarsi ogni posizione della scala gerarchica se vuole raggiungere il titolo di Cadet Second Lieutenant. Per completare un achievement, un cadetto deve superare sia un test di efficienza fisica sia due prove scritte; una di leadership ed una di cultura aerospaziale. Fanno eccezione solo le promozioni a Cadet Airman ed a Cadet Staff Sergeant, che non hanno la prova "aerospaziale". Vi sono anche traguardi di "carriera" che richiedono un ulteriore test di competenza addestrativa.

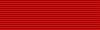
Il nastro rosso che viene indossato da chi ha frequentato l'International Air Cadet Exchange.

Le pietre miliari del Civil Air Patrol Cadet Program (peraltro già ricordate in una precedente sezione) sono il Wright brothers Award, il General Billy Mitchell Award, l'Amelia Earhart Award, il General Ira C. Eaker Award ed il General Carl A. Spaatz Award. Alla data del 29 gennaio 2009, risultavano conferiti 1721 Spaatz Awards da quando (nel 1964) fu assegnato al cadetto Douglas Roach. Roach entrò poi come militare di carriera in aeronautica, divenendo pilota della pattuglia acrobatica United States Air Force Thunderbirds.
Ciascuna di dette "pietre miliari" conferisce al cadetto insignito vari privilegi. Per aver conseguito il Mitchell Award ed il grado di Cadet Second Lieutenant, un cadetto ha i requisiti per la promozione alla posizione di Airman First Class (E-3) previo arruolamento nell'USAF. Un cadetto che abbia ricevuto l'Earhart Award, sia stato promosso C/Capt ed abbia almeno 17 anni può essere selezionato per partecipare all'International Air Cadet Exchange.
Secondo il sito CAP Knowledgebase, la percentuale dei cadetti che ricevono questi fondamentali riconoscimenti è stimata nei termini seguenti:
- Mitchell: 15%
- Earhart: 5%
- Eaker: 2%
- Spaatz: ~0.5%.[94]

I cadetti che tra i 18 ed i 20 anni scelgono di passare "dalla parte dei senior" ricevono il grado di Flight Officer (se il riconoscimento-cadetti più elevato che avevano conseguito era il Mitchell), Technical Flight Officer (se erano arrivati all'Earhart) o Senior Flight Officer (per detentori dello Spaatz). Se il cadetto attende il ventunesimo anno, età in cui è necessario passare al programma dei "membri anziani", ha titolo per ottenere la qualifica di Second Lieutenant (per chi aveva il Mitchell), First Lieutenant (quando il titolo era Earhart), o Captain (vantando uno Spaatz).

#### Attività
I cadetti di età inferiore a 18 anni possono partecipare a voli orientativi su aeromobili della CAP, tra cui cinque alianti e vari aerei. A seconda della disponibilità momentanea degli aeromobili in dotazione, è facoltà del Wing Commander sostituire i voli su alianti con voli "motorizzati". I cadetti che hanno compiuti 18 anni possono anche prendere parte a voli orientativi militari ed alcuni wings della CAP hanno accademie dell'aria in cui i cadetti possono formarsi nel pilotaggio. Aviazione ed esercito organizzano spesso voli per i cadetti CAP su aerei da trasporto quali KC-10 Extender, C-130 Hercules e C-17 Globemaster III oppure, nel caso dell'esercito, elicotteri UH-60 Black Hawk e CH-47 Chinook.
L'attività principale per i cadetti CAP è il campo estivo. È tipicamente un evento che dura da una settimana a dieci giorni, in cui cadetti sono calati in un ambiente intenso, a struttura militare, simile per certi versi al Basic Military Training (BMT) per personale di truppa USAF, o alle prime settimane di addestramento della quarta classe dell'United States Air Force Academy (USAFA), al capo estivo dell'Air Force Reserve Officer Training Corps, all'Air Force Officer Training School (OTS) per ufficiali, che si imperniano su prove assai impegnative sul piano fisico e su quello mentale, con corsi ed attività obbligatorie. Questi corsi comprendono l'educazione aerospaziale, organizzazione dell'aeronautica, programmi dei cadetti e riduzione della domanda di droga. Tra le attività compaiono corsi in aula, allenamento fisico e addestramento formale. I campi si svolgono a livello di wing (perciò, come abbiamo detto, di stato federato USA) e, se disponibili, sono normalmente presso installazioni militari, preferibilmente dell'Air Force in servizio attivo, dell'Air Force Reserve Command o Air National Guard, con supporto militare.
Le Region Cadet Leadership Schools ("scuole regionali di leadership per cadetti") (RCLS) offrono formazione per accrescere nozioni, abilità ed attitudini inerenti a leadership e gestione. Per avere titolo a frequentarle, i cadetti devono rivestire al momento (o prepararsi a rivestire) posizioni di leadership nel proprio squadrone. Le RCLS operano a livello di regione [aerea], o a livello di wing con l'approvazione regionale. I programmi delle RCLS sono più o meno modellati su quelli degli ultimi corsi USAFA, o comunque sui corsi più avanzati di Air Force ROTC Professional Officer Course (POC) ed OTS. Una variazione su questo tema è data dalle CAP Cadet Non-Commissioned Officer Schools and Academies ("scuole ed accademie CAP per sottufficiali"), che sono scuole per sottufficiali CAP concepite per iniziare ai rudimenti dell'arte del comando i "quadri" CAP nei loro primi passi del Cadet Program.

#### Giuramento
I cadetti, nel momento in cui aderiscono alla CAP, aderiscono ai principi di questo giuramento:
Prometto che presterò servizio fedelmente nel Civil Air Patrol Cadet Program, e che frequenterò gli incontri regolarmente, parteciperò attivamente alle mie attività, obbedirò ai miei ufficiali, vestirò appropriatamente la mia uniforme, e progredirò nella mia istruzione e nell'addestramento rapidamente per prepararmi ad essere utile alla mia comunità, stato e nazione.
Un requisito per la promozione all'interno del programma cadetti è la capacità di recitare questo giuramento, parola per parola, a memoria.

## Rapporti con le forze armate
Come abbiamo sostanzialmente anticipato in apertura della voce ed anche nella sezione "storia", il Title 10 dell'US Code stabilisce che il Secretary of the Air Force possa valersi della cooperazione della CAP per svolgere i programmi e le missioni affidate al Department of the Air Force che non prevedano il combattimento. Inoltre, la Civil Air Patrol dev'essere considerata come un'agenzia degli Stati Uniti rispetto ad ogni atto od omissione della Civil Air Patrol, ivi compreso qualunque membro della medesima, nel compimento di una missione assegnata dal Secretary of the Air Force.
Come del pari avevamo già detto, i membri della CAP non sono soggetti all'Uniform Code of Military Justice e pertanto non hanno potere di comando o autorità in genere nei confronti di alcun militare statunitense. A titolo di riconoscimento per i servigi che la CAP rende all'USAF, tuttavia, ai membri anziani che rivestono il grado di Second Lieutenant o un grado superiore, è consentito sfoggiare il distintivo con la sigla "U.S." sul colletto come parte ufficiale della loro dress blue uniform. Tutti i membri CAP sono tenuti a rendere gli onori militari a tutti i membri delle forze armate USA e di nazioni straniere amiche; tuttavia, siccome gli ufficiali CAP non hanno l'investitura del Presidente, il personale militare non è obbligato al saluto militare nei confronti del personale CAP, ma nulla vieta che lo faccia a titolo di cortesia. Ci si attende che i membri CAP si salutino militarmente tra loro, sebbene l'applicazione di tale previsione subisca ampie oscillazioni. Alcuni squadroni sono infatti improntati ad uno spirito militare più spiccato, nelle cerimonialità del saluto e nel citare il grado quando ci si rivolge ad un altro soggetto dell'organizzazione; altri squadroni sono meno formali.
Sebbene la CAP detenga il titolo di "Ausiliare dell'United States Air Force", la già citata norma dell'US Code chiarisce che questo status di ausiliare spetta solo quando membri e risorse CAP siano in una missione assegnata dall'aeronautica con un numero di missione assegnato dall'aeronautica. Quando risorse CAP sono impegnate in missioni dell'aeronautica quest'ultima rimborsa le spese di comunicazioni, carburante e lubrificanti, oltre ad una quota delle spese per ordinaria manutenzione dei velivoli. Inoltre, i membri CAP sono protetti dal Federal Employees Compensation Act (FECA) per il caso di infortunio in missione.
In tutti gli altri casi, come quando stia aiutando istituzioni civili, la CAP rimane ed opera alla stregua di un'organizzazione no-profit (cioè senza scopo di lucro) privata.
L'Air Education and Training Command (AETC) dell'USAF, attraverso l'Air University, è il comando da cui s'irradia tutta l'esperienza della Civil Air Patrol. Nell'ottobre 2002, l'USAF annunciò progetti per trasferire la CAP ad un nuovo ufficio per la sicurezza interna (homeland security). Pur restando sotto le dipendenze dell'AETC, la CAP ha un protocollo d'intesa con la First Air Force (1 AF), la Numbered Air Force dell'Air Combat Command (ACC) preposta sia alla difesa aerea continentale ed all'United States Air Force Rescue Coordination Center.
Tale protocollo consente alle due organizzazioni di prestarsi reciproca assistenza.

### Uniformi

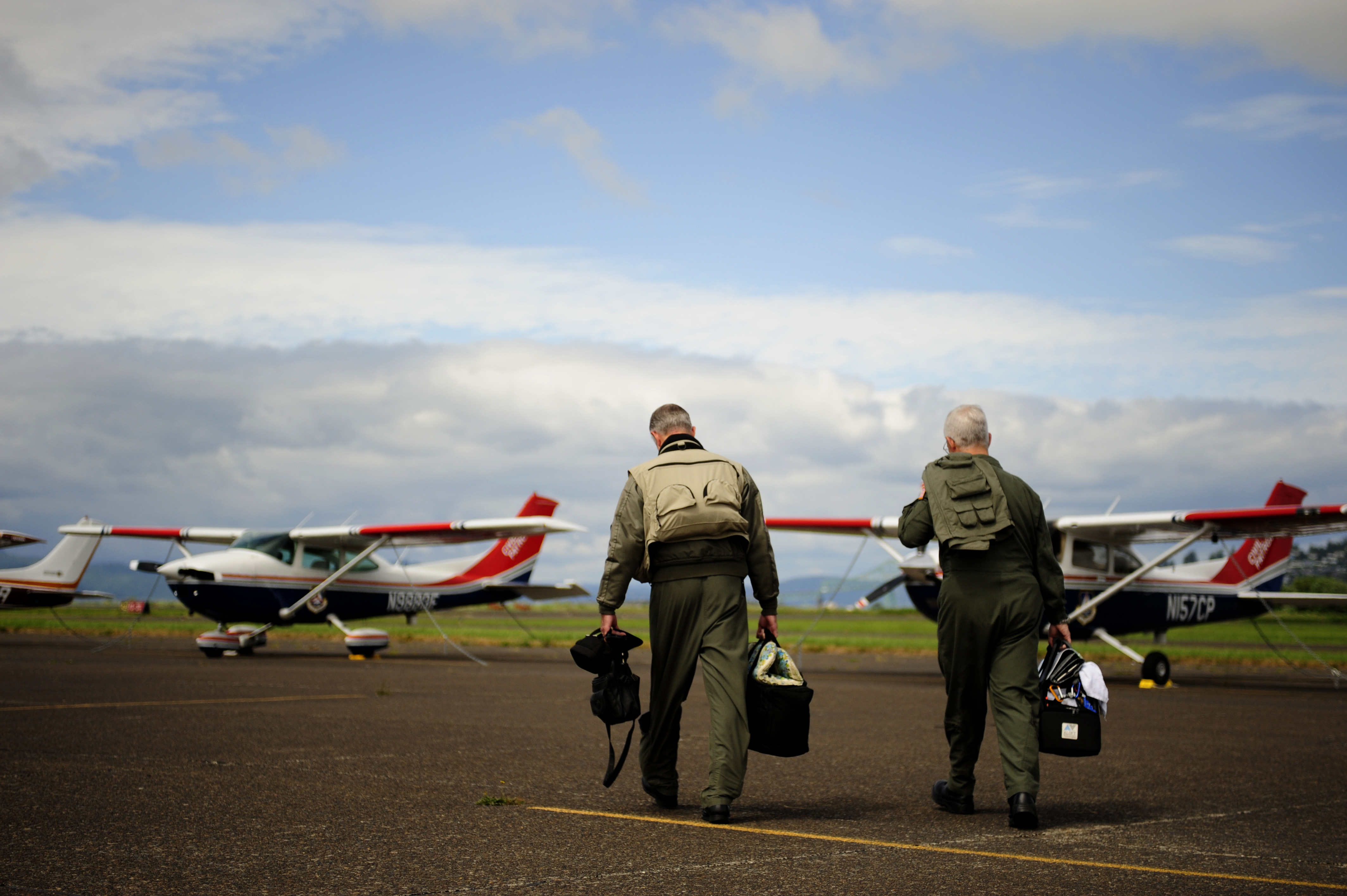
Due piloti CAP con la tuta da volo, esercitazione Amalgam Dart 2009.

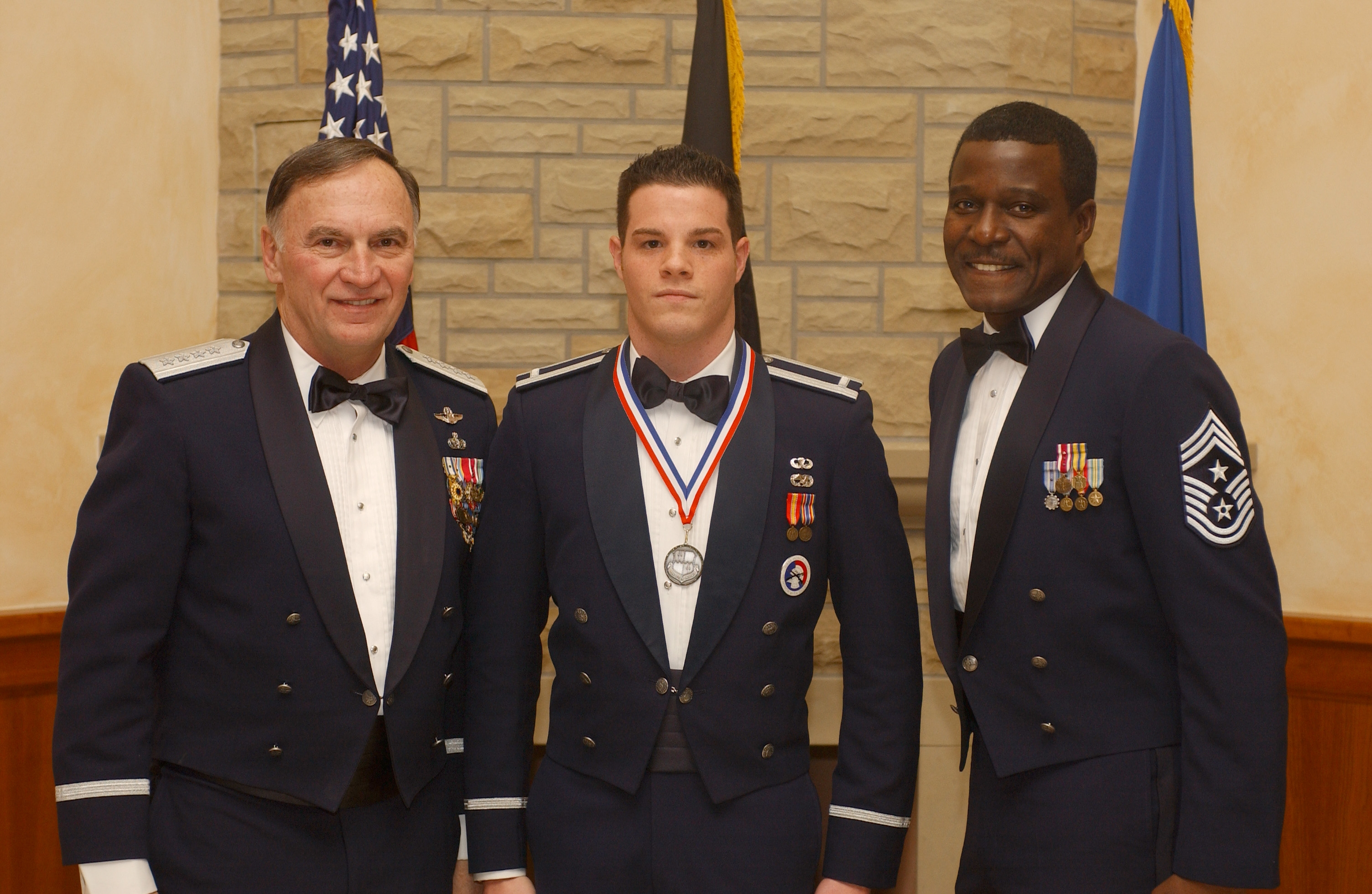
Uniformi di gala USAF: da generale, da ufficiale, da sottufficiale.

Come del resto abbiamo già anticipato, per poter indossare uniformi "stile USAF" i membri CAP devono rientrare negli stessi standard di corporatura prescritti per quel personale militare, e standard di peso lievemente modificati. Poiché però abbiamo pure spiegato che in termini generali non vi sono requisiti fisici obbligatori per far parte della CAP (le limitazioni appena ricordate sono circoscritte solo a chi voglia vestire sostanzialmente l'uniforme dei "veri" aviatori), l'ente che trattiamo qui
ha sviluppato un ventaglio di divise "dell'organizzazione" (corporate, dette anche CAP distinctive) ad uso dei membri "anziani" e dei cadetti che abbiano compiuto 18 anni. Queste ultime divise sono un'alternativa a disposizione di tutti i membri anziani, ma naturalmente sono l'unica opzione per chi non soddisfi i requisiti di forma fisica evocati in apertura di questa sezione.
Ci sono più di dieci combinazioni di uniforme. Le principali, indossate dalla maggioranza dei membri sono:
- Uniformi "stile USAF":
  - Service Dress Uniform – l'uniforme di servizio dell'aeronautica, consistente di calzoni blu scuro, camicia azzurra con cravatta, giacca blu scuro e un berretto di servizio o da volo.[113] Il grado è indicato con distintivi specifici della CAP in colore grigio, applicati sulla spalla per i membri anziani della categoria ufficiali, o applicati alla manica per i membri anziani sottufficiali. I cadetti portano sia distintivi da spalla, sia distintivi in forma di spilla, a seconda del grado.
  - Blues Uniform – identica alla service dress uniform, tranne che per l'assenza della giacca blu scuro. La cravatta è facoltativa quando si usano le maniche corte.
  - Battle Dress Uniform (BDU)[114] – l'uniforme campale vecchio stile dell'aeronautica con il mimetismo woodland, o divisa campale blu, con striscia porta-nome blu, e distintivi in metallo per i gradi di truppa dei cadetti, distintivi in tessuto per cadetti ufficiali e membri anziani. Dal giugno 2016 è stata adottata l'Airman Battle Uniform, con lievi differenze per distinguersi dal personale militare.[115][116]
  - Flight Dress Uniform – una tenuta da volo verde monopezzo in Nomex indossata dagli equipaggi dell'aeronautica, disegnata a somiglianza di quella degli equipaggi di volo dell'Air Mobility Command,[117] ma con distintivi CAP. È utilizzata solo dal personale di volo CAP.
  - Mess Dress Uniform – l'uniforme di gala[118] blu scuro dell'aeronautica con i distintivi particolari della CAP e cordellini sulle maniche.
- Divise "dell'organizzazione" (corporate o CAP distinctive):
  - Field Uniform – una versione blu scuro della battle dress uniform.
  - Aviator Shirt Uniform – una camicia bianca da aviatore con spalline, indossata con distintivi di grado da spalla grigi e pantaloni grigi.
  - Flight Uniform – una versione blu scuro della tenuta di volo monopezzo. È indossata solo dal personale di volo CAP.
  - Utility Uniform – una divisa blu scuro simile (ma non identica) alla Flight Uniform. Indossata per esigenze di servizio simili a quelle della Field Uniform.
  - Blazer Uniform – una giacca blu scuro portata con una camicia bianca, calzoni grigi ed una cravatta "CAP" o "USAF".
  - Golf Shirt Uniform – una golf shirt blu scuro a maniche corte con lo stemma CAP applicato o ricamato sul petto. È indossata con pantaloni grigi.

Nel 2006 furono introdotte alcune nuove uniformi "corporate" per i membri anziani, con camicia bianca, pantaloni blu come quelli dell'aeronautica ed analoghe spalline per ufficiali senza la dicitura "CAP". Da notare che questa uniforme ha una targhetta che riporta solo "Civil Air Patrol" ed il cognome del membro che la porta; non vi è la scritta "United States Air Force Auxiliary" (questa dicitura fa parte della denominazione ufficiale della CAP). Nell'incontro del 2006 del National Executive Committee fu approvata una giacca di servizio a doppio petto coordinata, con distintivi di grado in metallo e distintivo "CAP" da colletto per accordarsi con la targhetta in metallo ed i bottoni CAP. Sono permessi solo nastri e decorazioni CAP; nastri e decorazioni riferiti al servizio militare pregresso non sono autorizzati su questa uniforme (a meno che l'autorità che li aveva conferiti ne avesse autorizzato il porto in abito civile). I berretti di servizio e da volo continueranno ad essere portati con le varianti specifiche della CAP.
Il 7 novembre 2009 il National Executive Committee approvò una mozione per abolire l'uso della Corporate Service Uniform blu (data di cessazione effettiva gennaio 2012). La maggior generale Amy Courter, comandante nazionale CAP pro tempore, emise una Interim Change Letter (disposizione transitoria) che consentiva l'uso di detta CSU fino a tutto il gennaio 2012, ma con variazione dei normali pantaloni grigi CAP e della targhetta.

## Equipaggiamento

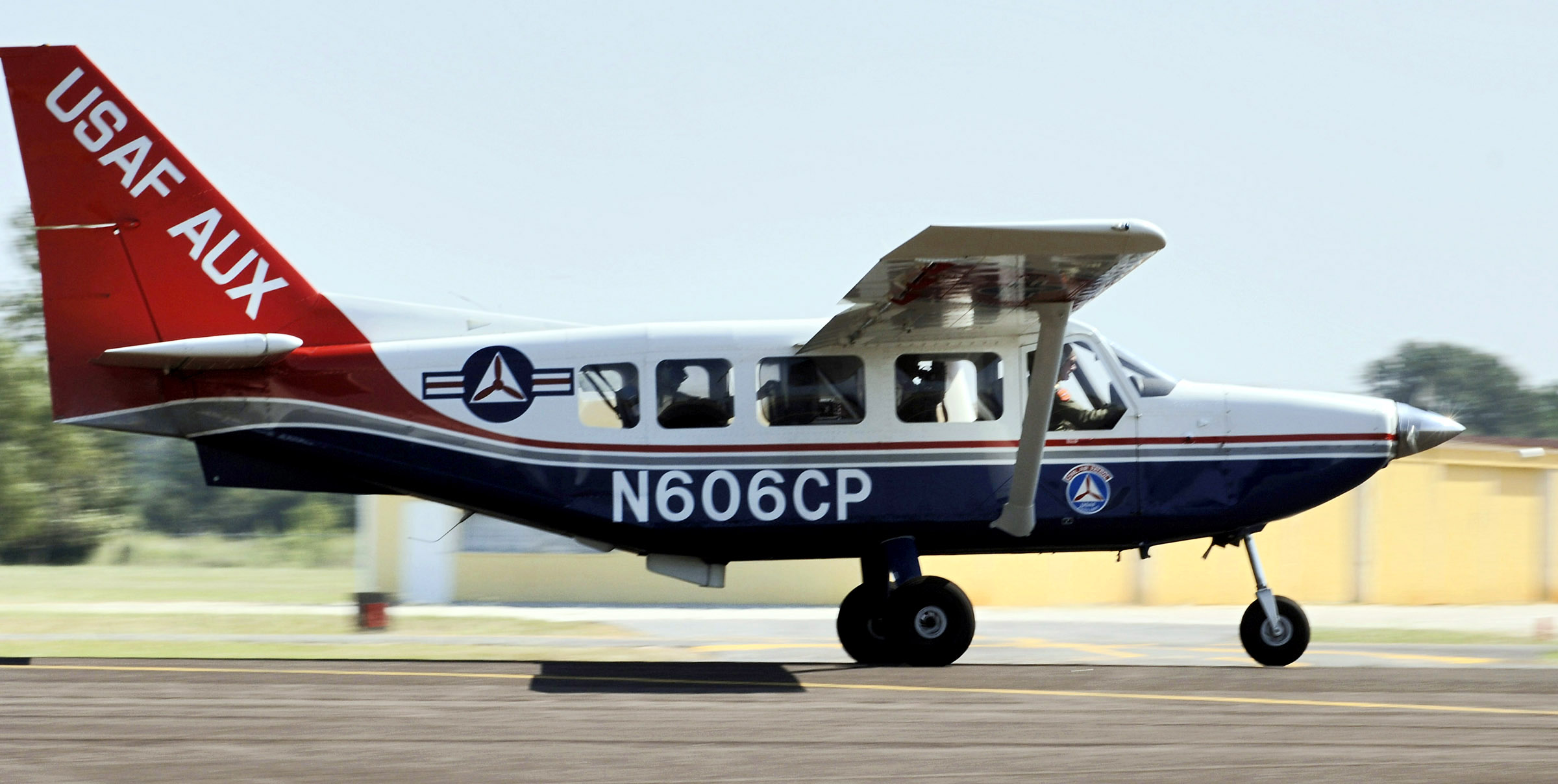
Un Gippsland Aeronautics GA-8 "Airvan" della Civil Air Patrol al decollo durante una missione successiva all'uragano Rita nel 2005.

La Civil Air Patrol utilizza e mantiene in efficienza aeromobili ad ala fissa, alianti da addestramento, veicoli terrestri ed una rete nazionale per comunicazioni radio.
La Civil Air Patrol possiede ed impiega una flotta di oltre 550 aerei monomotore, composta prevalentemente di Cessna 172 Skyhawk e Cessna 182 Skylane.
Nel 2003 il Gippsland GA8 Airvan, apparecchio ad otto posti di progettazione e costruzione australiane, fu aggiunto alla flotta dell'organizzazione. Diciotto velivoli di questo tipo sono stati equipaggiati con il dispositivo ARCHER, di cui già abbiamo parlato, che può essere utilizzato per localizzare, mediante la firma spettrale, relitti o sopravvissuti di un disastro aereo. Fra gli aerei in dotazione alla CAP vi sono il Cessna 206 e il Maule MT-235. La CAP ha anche diversi alianti, tra i quali L-23 Super-Blanik, Schleicher ASK 21 e Schweizer SGS 2-33, usati principalmente per i voli di orientamento dei cadetti.
In aggiunta alla flotta dell'organizzazione CAP, all'occorrenza vengono messi a disposizione per i compiti ufficiali della Civil AIr Patrol molti aerei di cui sono proprietari gli stessi volontari. Gli apparecchi utilizzati in missioni di ricerca dispongono generalmente di almeno tre qualificati membri di equipaggio: un Mission Pilot, che ha la responsabilità di condurre il volo in termini di sicurezza; un Mission observer, preposto alla navigazione, alle comunicazioni e al coordinamento della missione oltre che all'osservazione del suolo; un Mission Scanner incaricato di individuare i luoghi in cui si sono verificati schianti e gli indicatori di danno. Inoltre, il Mission Scanner può svolgere il secondo ruolo di operatore Satellite Digital Imaging System (SDIS). Gli aerei più grandi possono aver a bordo scanner aggiuntivi, che forniscono una copertura visiva maggiore. A causa del dispositivo supplementare ARCHER, l'equipaggio della Civil Air Patrol che fa servizio su un GA8 Airvan può comprendere un operatore di quel sistema, a seconda delle esigenze della missione e delle capacità dei velivoli.
La CAP possiede più di mille veicoli (in gran parte furgoncini per trasporto di persone) e li assegna alle unità per usarli nelle missioni dell'organizzazione. I membri che usano veicoli propri sono rimborsati per i costi di carburante, lubrificanti e comunicazioni sostenute in una missione di servizio di emergenza assegnata dall'USAF.
La CAP gestisce una rete nazionale di ripetitori radio HF (SSB) e VHF (FM). Ci sono più di 500 ripetitori di questo genere distribuiti strategicamente lungo gli Stati Uniti. Le comunicazioni radio sono attualmente inserite in un sistema infrastrutturale disciplinato dalle specifiche NTIA, alle quali gli organi direttivi della Civil Air Patrol hanno applicato standard ancora più esigenti. La rete radio della CAP è progettata per l'uso durante emergenze nazionali o regionali in cui le infrastrutture esistenti di comunicazione telefonica ed internet non sono disponibili. Al di fuori di tali emergenze, le comunicazioni interne della CAP sono per lo più condotte via internet. Le frequenze CAP e le specifiche posizioni dei ripetitori sono definite dal ministero della difesa come informazioni Unclassified - For Official Use Only, ed in quanto tali possono essere concesse solo ai soggetti che dimostrino di avere un legittimo "bisogno di sapere".
Come abbiamo già detto, alcuni aerei della flotta CAP sono equipaggiati con lo SDIS. Questo sistema permette alla CAP di restituire immagini in tempo reale di un disastro o del luogo di uno schianto, che possono essere spedite a chiunque abbia un indirizzo di posta elettronica, in tal modo mettendo i coordinatori della missione in condizione di prendere decisioni più informate. Ci sono circa cento sistemi SDIS a finanziamento federale collocati strategicamente in tutti gli Stati Uniti, con altri venti finanziati da stati (federati) e governi locali.
Il sistema di acquisizione immagini ARCHER, montato a bordo del GA8 Airvan, usa la luce visibile e quella prossima alla radiazione infrarossa per esaminare la superficie della Terra e trovare siti dove si sospettano disastri aerei, valutare aree investite da sciagure, o scrutare la vegetazione da una prospettiva aerea al fine di marcare possibili piantagioni di marijuana. Tanto il sistema SDIS quanto l'ARCHER sono stati usati con gran successo in occasione dell'uragano Katrina; l'ARCHER può essere usato in coordinamento con il sistema SDIS.
Un radiogoniometro portatile, lo L-Tronics Little L-Per, è usato da squadre terrestri per cercare aerei precipitati. Le squadre terrestri portano apparecchiature sulla persona degli operatori, in modo che ne sia possibile l'impiego sul campo di azione. Tra le loro dotazioni ci sono torce e specchi per segnalazioni, abbigliamento tattico, abbigliamento di sicurezza, e cibo che dia loro almeno 24 ore di autonomia. L'equipaggiamento delle squadre terrestri varia molto a seconda della missione da svolgere. Le missioni Urban Direction Finding (UDF, "reperimento direzione urbana") richiedono solo un piccolo pacchetto di materiale. Ma le attività intensive di ricerca e soccorso in ambiente montano possono esigere dotazioni che forniscano fino a 72 ore di risorse operative e strumenti per localizzazione, soccorso ed estrazione di personale disperso o precipitato. Queste dotazioni comprendono quanto già descritto, più acqua supplementare, alimenti e materiali da sopravvivenza. Sebbene il comando nazionale fornisca una lista standardizzata, molte squadre modificano la lista per adeguarla alle necessità della missione.

## Organizzazione generale

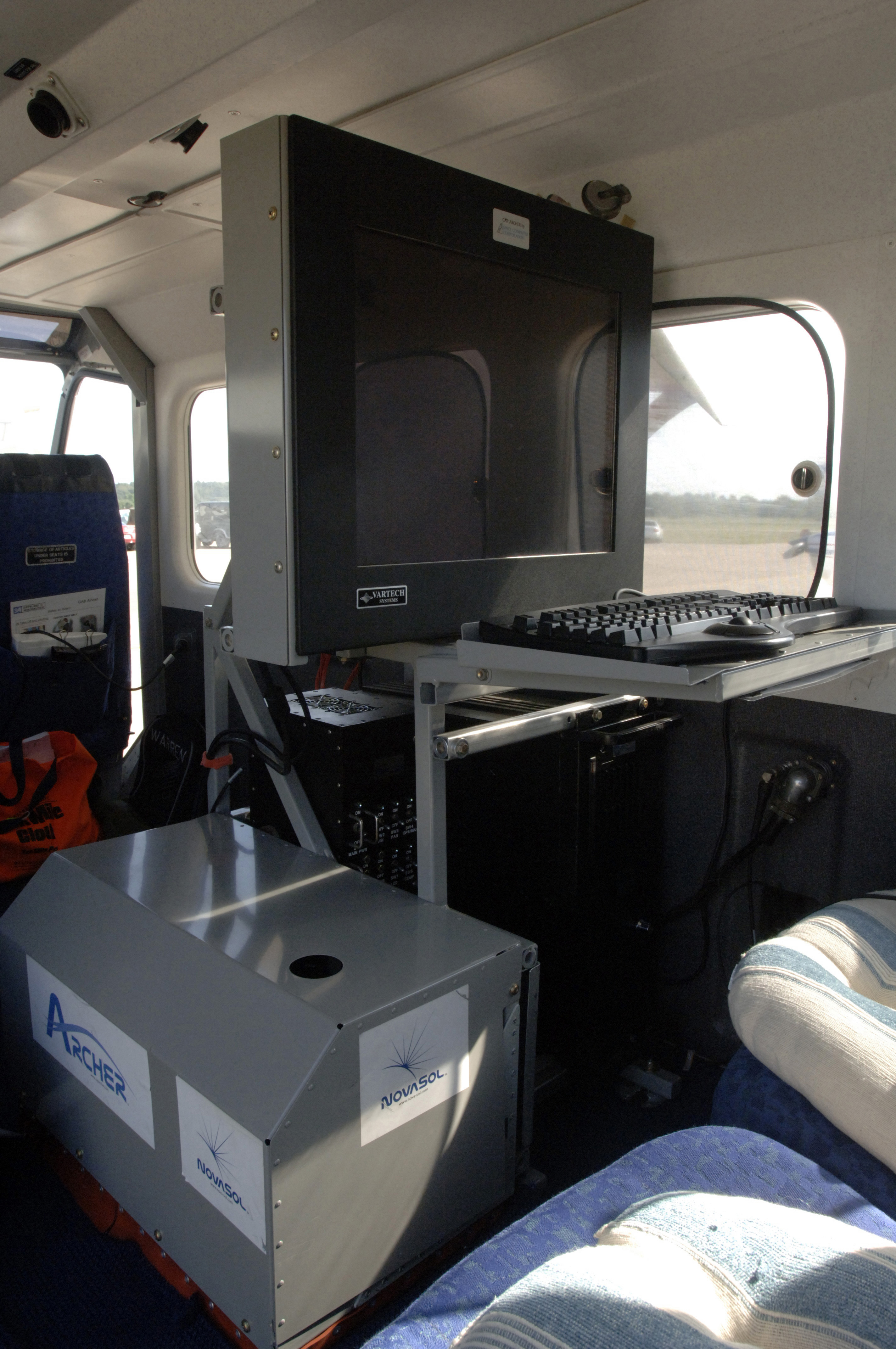
La consolle di comando del dispositivo ARCHER nella cabina di un Gippsland GA8.

La Civil Air Patrol è organizzata secondo un modello militare, con una catena di comando snella e rigidamente gerarchica. Questa struttura contempla diversi gradi distinti: National Headquarters (comando nazionale), regioni, wings e squadroni (detti anche flights, letteralmente "voli"). A discrezione del comandante di wing, è consentito l'inserimento di un livello intermedio tra il wing stesso e gli squadroni/flights dipendenti.
Al vertice della Civil Air Patrol sta un comandante nazionale, attualmente il maggior generale Charles L. Carr, Jr..
L'organizzazione è retta da un board of governors ("tavolo dei governatori"), istituito con legge federale nel 2001 e consistente di 11 membri: quattro membri CAP (attualmente il comandante nazionale, il vicecomandante nazionale e due membri onorari nominati dal CAP National Executive Committee), quattro rappresentanti dell'aeronautica nominati dal Segretario all'aeronautica degli Stati Uniti d'America, e tre membri della comunità aeronautica nominati d'intesa tra comandante nazionale CAP e segretario dell'Air Force.
Il board of governors si riunisce due o tre volte l'anno e fondamentalmente traccia l'indirizzo strategico per la dirigenza dei volontari e per i quadri dell'organizzazione. La direzione dei volontari è nelle mani del comandante nazionale e del suo staff, che comprende le figure di Vice Commander, Chief of Staff, National Legal Officer, National comptroller, del Chief of the CAP Chaplain Service, e del CAP Inspector General. Il comandante nazionale ha il grado (di rilievo interno alla CAP) di maggior generale; il vice ha quello analogo di brigadier generale. Gli altri componenti dello staff appena descritto hanno il grado (CAP) di colonnello.
Il comando nazionale della CAP è ubicato nella Maxwell Air Force Base alla periferia di Montgomery (Alabama). Tale comando si avvale di uno staff professionistico composto di oltre cento persone ed è guidato dal  CAP Executive Director (figura analoga a quella del direttore operativo delle imprese), che fa capo al board of governors. Lo staff del comando nazionale fornisce la gestione del programma per l'organizzazione e sostegno partecipativo alle oltre 1700 unità campali di volontari sparse su tutto il paese.
Al di sotto del livello comando nazionale stanno otto regioni geografiche ed una manciata di squadroni all'estero, presso varie installazioni militari in tutto il mondo. Ciascuna regione, comandata da un colonnello CAP, comprende alcune organizzazioni a dimensione di stato (federato), denominate wings. Le otto regioni sono il Nord est, il Medio est, Sud est, Grandi laghi, Sud ovest, Nord centrale, Montagne rocciose e Pacifico.
Le unità CAP in ciascuno dei cinquanta stati USA, oltre a Porto Rico e Distretto di Columbia, sono coordinate da un apposito wing, addetto a quel territorio; ogni wing ha un comandante con il grado (CAP) di colonnello, che ha la responsabilità massima per quello stato nell'ambito della CAP. Ogni comandante di wing,come già detto, dispone di uno specifico staff composto di membri volontari di assodata esperienza. I wings più grandi possono articolarsi in livelli organizzativi intermedi e facoltativi, i gruppi, a discrezione del comandante di wing. Ognuno di questi eventuali gruppi è
sovraordinato ad almeno cinque squadroni (detti anche flights).
Le unità locali sono chiamate squadroni o flights ("voli", alla lettera); questi ultimi designano normalmente reparti più piccoli. Gli squadroni sono il principale corpo operativo della Civil Air Patrol. Gli squadroni della Civil Air Patrol sono classificati come "cadetti", "senior" o "misti". Uno squadrone misto CAP consiste sia di membri cadetti sia di "anziani", che possono essere impegnati in una qualunque fra le tre missioni della Civil AIr Patrol. Gli squadroni misti hanno due vice comandanti per assistere il comandante dello squadrone: un vice comandante per i seniors ed uno per i cadetti. Uno squadrone senior comprende ovviamente solo membri di tale categoria, che partecipano ai servizi di emergenza o alle missioni di educazione aerospaziale della Civil Air Patrol. Uno squadrone "cadetti" è costituito in massima parte da questi ultimi, con una piccola aliquota di "anziani" cui è demandata la supervisione sui cadetti e l'appropriata esecuzione del programma cadetti. Gli squadroni all'estero operano indipendentemente da questa struttura, facendo capo direttamente al comando nazionale.
Un flight CAP è un reparto semi-indipendente che è usato principalmente come "prima pietra" di una futura unità più grande fin tanto che non è grande a sufficienza da poter essere definita squadrone. A causa della loro natura transitoria, ci sono pochi flights nella struttura CAP di un determinato momento storico. Un flight sarà assegnato a uno squadrone "genitore", e sarà compito dei rispettivi comandanti di flight e squadrone cooperare per far assurgere il flight alla piena dignità di autonomo squadrone.
La Civil Air Patrol-United States Air Force (CAP-USAF) è un'unità in servizio attivo che opera sotto la congiunta giurisdizione del comando nazionale CAP e dell'Air University dell'USAF. Lo staff di CAP-USAF consta di circa 350 elementi tra personale Air Force in servizio attivo, della riserva e civile (ciascuno di loro è membro CAP), di cui 22 sono assegnati al comando nazionale CAP. Questi membri consigliano, assistono e fungono da supervisori alle operazioni della Civil Air Patrol e svolgono il collegamento tra CAP e USAF. Ad ottobre 2011 era comandante di CAP-USAF il colonnello Paul D. Gloyd II, USAF.

## Finanziamento
La Civil Air Patrol è un'organizzazione no-profit istituita con la Public Law 79-476. Riceve finanziamento da quattro fonti principali: le quote dei membri, donazioni di imprese, fondi stanziati dal Congresso e donazioni private.
Il sostegno economico di squadroni e gruppi viene da donazioni e raccolte di fondi. Alcune unità chiedono ai propri membri di contribuire pecuniariamente in misura maggiore di quanto generalmente previsto dalla CAP. Queste risorse vengono impiegate per mantenere gruppi e squadroni in relazione ad equipaggiamento, affitti di strutture ed attività a livello locale.
Oggi, a parte le quote di iscrizione, la Civil Air Patrol riceve fondi da donazioni e lasciti di cittadini, fondazioni ed imprese; da contributi dei governi statali per pattugliamento ed altri compiti come stabilito in memorandum d'intesa; e da finanziamento federale per rimborso di carburante, carburante, manutenzione ed ammortamento di velivoli, veicoli ed apparati di comunicazione.
Ci sono pochissime posizioni retribuite nella Civil Air Patrol. La maggior parte sono presso il comando nazionale, ma alcuni wings hanno amministratori o contabili retribuiti.